# Catel Muller
Pour les articles homonymes, voir Muller.
Catel Muller, dite aussi Catel, née le 27 août 1964 à Strasbourg, est une autrice de bande dessinée et illustratrice française.

## Biographie
Née en 1964 à Strasbourg, diplômée de l'École supérieure des arts décoratifs de cette ville, Catel Muller commence sa carrière en publiant des albums pour enfants aux éditions Hachette, Épigones, Nathan, Dupuis et Hatier. Une sélection à la Foire du livre de jeunesse de Bologne et une cinquantaine d’ouvrages illustrés jalonnent cette partie de son travail. Elle illustre également L’Encyclo des filles chez Plon.
Parallèlement, Catel Muller s’adresse pour la première fois aux adultes en 2000 en écrivant des scénarios pour la série télévisée Un gars, une fille. Désireuse de se lancer dans la bande  dessinée, elle est galvanisée par le refus d'un éditeur qui souhaite la cantonner à la littérature jeunesse ; elle s'allie alors avec la scénariste Véronique Grisseaux pour créer le premier album de la série Lucie, qui ouvre la voie à une certaine bande dessinée féminine aux préoccupations contemporaines.
En 2005, elle obtient le prix du public au festival d'Angoulême pour l'album Le Sang des Valentines illustré et écrit en collaboration avec Christian De Metter,,.
En 2007, elle reçoit le Grand prix RTL de la bande dessinée, puis en 2008, le Grand Prix du Public Essentiel FNAC-SNCF à Angoulême pour sa biographie en bande dessinée homonyme de Kiki de Montparnasse mise en image d’après le scénario de José-Louis Bocquet. En 2008, elle dessine Quatuor, un album réunissant quatre récits, avec quatre scénaristes différents, Pascal Quignard, Jacques Gamblin, Thierry Bellefroid et José-Louis Bocquet, sur les rapports entre hommes et femmes.
Elle consacre des albums à l’historienne d’art Rose Valland, la chanteuse Édith Piaf et l’actrice Mireille Balin. Ce dernier album, intitulé Dolor et écrit par Philippe Paringaux, est sélectionné Hors-compétition au festival d’Angoulême 2010 et a obtenu le prix Coup de foudre au festival Bulles en Nord. La bande dessinée Olympe de Gouges qu'elle a illustrée, sur un scénario de José-Louis Bocquet,, a obtenu le Grand Prix littéraire de l’Héroïne Madame Figaro 2012 dans la catégorie Biographies/Documents.
En 2014, Catel reçoit le Prix Artemisia de la bande dessinée féminine pour Ainsi soit Benoîte Groult, publiée aux éditions Grasset,, bande dessinée qu'elle a scénarisée et illustrée.
Elle publie ensuite une adaptation en BD de la vie de la mère de l'actrice Mylène Demongeot, Adieu Kharkov avec Claire Bouilhac et un roman graphique sur la vie de Joséphine Baker sur un scénario de son compagnon José-Louis Bocquet
.
Ils travaillent en 2018 à une biographie dessinée de la pionnière du cinéma Alice Guy. En 2019 paraît Le Roman des Goscinny, naissance d’un Gaulois (Grasset), biographie dessinée sur René Goscinny.

## Décorations
- Chevalière de l'ordre des Arts et des Lettres (2 novembre 2023)[14].

## Œuvres

### Bandes dessinées
- Lucie s’en soucie, avec Véronique Grisseaux, Les Humanoïdes Associés, coll. « Tohu-bohu », 2000  (ISBN 2-7316-1410-2)[15].
- Lucie, avec Véronique Grisseaux, Casterman, coll. « Ligne de vie » :

1. Le Train fantôme, 2003  (ISBN 2-203-39010-7)[16].
2. La Funambule, 2004  (ISBN 2-203-39400-5)
3. Tout conte fait, 2006  (ISBN 2-203-39404-8)

- Les Papooses (dessin), série jeunesse, scénario de Sophie Dieuaide, Casterman, coll. « Mini BD » :

1. Un très très grand sorcier, 2003  (ISBN 2-203-11220-4)
2. À la poursuite du chien géant, 2003  (ISBN 2-203-11221-2)
3. La Colère de l'oiseau-tonnerre, 2003  (ISBN 2-203-11222-0)
4. Un amour de squaw, 2004  (ISBN 2-203-11223-9)
5. Des Tchipiwas dans les rapides, 2004  (ISBN 2-203-11224-7)
6. Du rififi dans la prairie, 2005  (ISBN 2-203-11225-5)
7. Un froid de loup, 2005  (ISBN 978-2-203-11226-1)

Hors-série : Les papooses à l'école des Tchipiwas, 2015  (ISBN 978-2-203-09100-9)
- Bob et Blop, avec Paul Martin, Bayard, coll. « Bayard Poche » :

1. La Nuit des soucoupes volantes, 2003
2. Mystère et boule de neige, 2003
3. Panique cosmique, 2003
4. Anniversaire interstellaire, 2004

- Le Sang des Valentines, scénario et dessins de Christian de Metter, avec la collaboration de Catel, Casterman, coll. « Un monde », 2004  (ISBN 2-203-39115-4)
- BD Chansons : Édith Piaf, avec José-Louis Bocquet (collaboration au scénario), Nocturne, coll. « BDMusic », 2005  (ISBN 2-84907-161-7)
- Kiki de Montparnasse (dessin), scénario de José-Louis Bocquet[17], Casterman, coll. « Écritures », 2007  (ISBN 978-2-203-39621-0)
- Quatuor, avec Pascal Quignard, Jacques Gamblin, Thierry Bellefroid & José-Louis Bocquet, Casterman, 2008  (ISBN 978-2-203-00629-4)
- Léo et Léa t. 4 : Au secours, ça fond !, avec Véronique Grisseaux, Casterman, coll. Grande ligne, 2009  (ISBN 978-2-203-01924-9)

- Participation dans : Marie Moinard et collectif, En chemin elle rencontre... Les artistes se mobilisent pour le respect des droits des femmes, Des ronds dans l'O / Amnesty International, février 2011, 96 p. (ISBN 978-2-917237-15-1)

- Rose Valland, capitaine Beaux-Arts (dessin), avec Claire Bouilhac et Emmanuelle Polac (scénario), Dupuis, 2009  (ISBN 978-2-8001-4552-5)

- Top Linotte, Dupuis :

1. Trop Top Linotte !, 2010 (scénario, dessin et couleurs)  (ISBN 978-2-8001-4679-9)
2. Tromp Pimpon, 2012 (scénario avec Claire Bouilhac et dessin)  (ISBN 978-2-8001-4963-9)
3. Trop classe, 2013 (scénario et dessin avec Claire Bouilac)  (ISBN 978-2-8001-5991-1)

- Dolor, avec Philippe Paringaux[18], Casterman, 2010  (ISBN 978-2-203-01591-3)
- Olympe de Gouges (dessin), scénario José-Louis Bocquet[7], Casterman, coll. Écritures, 2012  (ISBN 978-2-203-03177-7)
- Ainsi soit Benoîte Groult (scénario et dessin), roman graphique, Grasset, 2013  (ISBN 978-2-246-78352-7)
- Mylène Demongeot (scénario), Catel (dessin) et Claire Bouilhac (dessin), Adieu Kharkov, t. 1 (BD), Charleroi, Dupuis, coll. « Aire libre », 28 août 2015, 232 p., relié, couverture cartonnée (ISBN 978-2-8001-6287-4)[19] Adaptation BD du récit Les Lilas de Kharkov.
- Joséphine Baker (dessin), scénario de José-Louis Bocquet[20], Casterman, coll. « Écritures », 2016  (ISBN 978-2-203-08840-5)
- Claire Bouilhac et Catel, La Princesse de Clèves, Paris/Barcelone/Bruxelles etc., Dargaud, mars 2019 (ISBN 978-2-205-07595-3)[21].
- Catel Muller, Le Roman des Goscinny, naissance d’un Gaulois, Paris, Grasset, août 2019, 340 p. (ISBN 978-2-246-86100-3)
- José-Louis Bocquet (ill. Catel Muller), Alice Guy, Casterman, 2021 (ISBN 9782203171657)

### Illustrations
- Marion & Charles, feuilleton illustré écrit par Fanny Joly. En parution mensuelle dans le magazine Je bouquine (Bayard Presse), le feuilleton est publié en recueils aux éditions Bayard Jeunesse : 
  - Mon frère, quelle galère... Ma sœur, quelle horreur !, 2002
  - La paix ? Jamais !, 2003  (ISBN 978-2-7470-1125-9)
  - Jennifer, l'enfer !, 2004
  - Restons zen !, 2004
  - Baby-sitter, l'horreur !, 2004
  - L'Amour, toujours !, 2004
  - Trop stars !, 2005  (ISBN 2-7470-1804-0)
  - Fast-food, c'est fou !, 2005
  - Tante Charlotte, le choc !, 2005
  - Un frère, ça ment...énormément !, 2005
  - Elle est pas belle, la vie ?, 2006
  - Y a-t-il quelqu'un qui m'aime sur cette planète ?, 2008
  - La Vie, l'Amour, l'ADSL, 2009
- Je m'appelle Lili !, écrit par Hélène Silberman, 2007  (ISBN 978-2-7470-2205-7)
- Marion & Cie est également édité chez Gallimard Jeunesse :

1. J'adoooore les histoires d'amour !, 2012
2. À fond les vacances !, 2012
3. Collège, fuyons!, 2013

- L'Encyclo des filles, Sonia Feertchak, Gründ, 2014
- Les Cahiers Aire libre , t.5 : Pendant ce temps à Fécamp, avec Blutch et Bastien Vivès, Dupuis, Aire libre, novembre 2020  (ISBN 9791034753581)
- Soutif, Susie Morgenstern, Gallimard Jeunesse, 2021
- L'Odyssée d'Homère, RMN, 2023Écrit avec Murielle Szac, adaptatrice. collection "Un livre pour les vacances"[22]

## Prix
- 2004 : Prix du public du festival d'Angoulême pour Le Sang des Valentines (scénario de Christian de Metter)[4] ;
- 2007 : Grand prix RTL de la bande dessinée pour Kiki de Montparnasse (scénario de José-Louis Bocquet)[6] ;
- 2008 : Grand Prix du Public Essentiel FNAC-SNCF du festival d'Angoulême pour Kiki de Montparnasse (scénario de José-Louis Bocquet) ;
- 2012 : Grand Prix littéraire de l’Héroïne Madame Figaro, dans la catégorie Biographies/Documents, pour Olympe de Gouges (scénario de José-Louis Bocquet) ;
- 2014 : Prix Artémisia pour Ainsi soit Benoîte Groult [23];
- 2018 : Grand Prix Diagonale-Le Soir pour l’ensemble de son œuvre[24].

#### Chroniques
- A. Perroud, « Rose Valland, capitaine Beaux-Arts », sur BD Gest, 17 décembre 2009.
- Estebe, « La vie de Mylène Demongeot couchée sur BD », Tribune de Genève,‎ 19 septembre 2015.
- La rédaction, « Mylène Demongeot : une BD et une expo », Ouest-France,‎ 11 septembre 2015.
- Daniel Couvreur, « Le visage ukrainien de Mylène Demongeot », Le Soir,‎ 22 août 2015.
- Myriam Hassoun, « BD. La mère à l'horizon », Charente libre,‎ 5 septembre 2015.
- Michaël Degré, « Catel, au nom des autrices », L'Avenir,‎ 21 juin 2018.
- Lucie Servin, « Benoîte Groult, le féminisme jusqu'au bout du crayon », L'Humanité,‎ 16 janvier 2014.
- Catel (interviewée) et Flavie Gauthier, « Catel « Ce n’est pas une volonté consciente de nous évincer » », Le Soir,‎ 8 janvier 2016.
- Frédéric Vidal et Catel Muller, « Goscinny conté par Goscinny », Casemate, no 128,‎ août-septembre 2019, p. 24-25.

#### Interviews
- M. D., Catel (int.) et Claire Bouilhac (int.), « Catel, une figure de la BD », Paris-Normandie,‎ 27 juillet 2018.
- Delphine Peras et Catel (int.), « Dans le bureau de... Catel », Libération,‎ 17 juillet 2018.
- « Un festival féministe et glamour », Paris-Normandie,‎ 30 août 2018.